# G3 FERRARI
G3 FERRARI est une entreprise industrielle italienne spécialisée dans le petit électroménager de cuisson qui fait maintenant partie du groupe italien Trevidea.

## Histoire
La société a été créée en 1970 à Rimini pour produire des ustensiles de cuisson comme le premier four à pizza familial et des fers à repasser.
Très rapidement, la société a étendu sa gamme avec de nombreux secteurs d'activité :
- la cuisson 
  - pour particuliers : fours à pizza, à micro-ondes et fours électriques et à quartz, fours tourne broche, machines à pain, grils, barbecues, friteuses, cocottes basse température, grille pain, robots multifonctionnels, etc.
  - pour professionnels : malaxeurs et machines à pétrir, trancheuses, robots pour fruits et à glace, centrifugeuses, mixeurs, balances de cuisine, glacières et machines à glaçons,
- la conservation : réfrigérateurs, caves à vin,
- le repassage : fers à repasser ménagers et professionnels, machines à repasser à la vapeur,
- le soin des personnes : sèche cheveux ménagers et professionnels, épilateurs, taille barbe, balances, pèse bébés, capteurs de tension artérielle, machines pour aérosols,
- l'entretien de la maison : aspirateurs balai et traineau avec ou sans sac, aspiration centralisée pour maison individuelle ou immeuble collectif, déshumidificateurs, armoires à conservation de cigares,
- la ventilation : ventilateurs de toute nature et climatiseurs mobiles d'appartement,
- le chauffage : appareils de chauffage d'appoint, radiants, avec ventilation et à bain d'huile.

En septembre 2011, Trevidea rachète la société le électroménager du groupe Trevi S.p.A..